# ムール川
ムール川（Mura）は、ヨーロッパ中央部、主にオーストリアを流れる河川。ドナウ川支流のドラーヴァ川の支流である。長さは465km。うち295kmがオーストリア領内、98kmがスロベニア領内、残りがクロアチアとハンガリーの国境を流れる。
水源はオーストリア国立公園内のHohe Tauernで、水源の標高は1,898 m。流域で最も大きな都市はグラーツである。
スロベニアのプレクムリェ地方やクロアチアのメジムリェ郡は、この川が語源となっている。
ドナウ川、ムール川とドラーヴァ川の流域一帯はユネスコの生物圏保護区に指定されている。